# 河村理沙
河村 理沙（かわむら りさ、1980年11月7日 - ）は、東京都出身の元お菓子系グラビアアイドル。血液型はB型。
趣味は空想、手品、ネイル。特技は料理、陸上競技。

## 略歴
- 中学2年生の時に原宿の竹下通りでスカウトされる。
- 1995年、ユニット「キューティーセーラーズ」（後に「キューティー」に改名）の一員となる。
- 1996年、勇静華、荒真弓らと共に、ユニット「pino」（第2期）の一員となる。
- 1997年、「ASAYAN」の「シャ乱Ｑ女性ロックヴォーカリストオーディション」で最終審査まで進むが落選。
- 2004年、一時的に芸名を河村そらに改名して園田りく、内田海らと共にユニット「PLANET」の一員となる。
- 2006年1月末日をもって、所属していた事務所の「ビックファイタープロジェクト」を辞めている。
- 2011年　ブログをアメーバに移動、タイトル『河村理沙の☆ちゃむと一緒♪』から『河村理沙のちゃむと一緒』に変えて開始。

## 出演

### テレビCM
- 森永乳業「エスキモーアイスクリーム pino」

### ラジオ
- 「pinoのパジャマ学園」

## 作品

### 写真集
- 13 THIRTEEN 河村理沙写真集
- 15歳
- クリーム写真集2

### ビデオ/DVD
- Fifteen Club（出演者：河村理沙・麻生久美子・織原奈未・小林愛・由季あずみ）
- 陸☆海☆空 ～Love ＆ Peace～（出演者：河村そら・園田りく・内田海）

### CD
- Dream in Summer（2000年6月21日）